# Xiaochang
Der Kreis Xiaochang (chinesisch 孝昌县, Pinyin Xiàochāng Xiàn) ist ein Kreis in der chinesischen Provinz Hubei. Er gehört zum Verwaltungsgebiet der bezirksfreien Stadt Xiaogan. Xiaochang hat eine Fläche von 1.195 Quadratkilometern und zählt 599.600 Einwohner (Stand: Ende 2019). Sein Hauptort ist die Großgemeinde Huayuan (花园镇).

## Administrative Gliederung
Auf Gemeindeebene setzt sich der Kreis aus acht Großgemeinden und vier Gemeinden zusammen. 